# اویکیف ۶۵۸۵
سیارک ۶۵۸۵ (به انگلیسی: 6585 O'Keefe، نامگذاری:1984SR) شش هزار و پانصد و هشتاد و پنجمین سیارک کشف شده‌است که در ۲۶ سپتامبر ۱۹۸۴ کشف شد.
قدر مطلق سیارک برابر ۱۴٫۳۰ است.